# NGC 6845D
NGC 6845D је лентикуларна галаксија у сазвежђу Телескоп која се налази на NGC листи објеката дубоког неба.
Деклинација објекта је - 47° 5' 41" а ректасцензија 20h 0m 53,7s. Привидна величина (магнитуда) објекта NGC 6845 износи 15,4 а фотографска магнитуда 16,3. NGC 6845D је још познат и под ознакама ESO 284-8B, A 1957-47B, PGC 63978.